# Операция «Реннтир»
Операция «Реннтир» (нем. Unternehmen Rentier — операция «Северный олень») — операция войск вермахта во время Второй мировой войны, в ходе которой немецкий Горный армейский корпус «Норвегия» был переброшен из Северной Норвегии в регион Петсамо (на тот период в составе Финляндии) для удержания данного никелерудного района совместно с финскими войсками. Операция «Реннтир» являлась одним из этапов Мурманской операции 1941 года (немецкое название — операция «Зильберфукс»).

## Описание
Планирование операции началось 13 августа 1940 года сразу после немецкой оккупации Норвегии, и было завершено в октябре того же года. План предусматривал одновременное с началом операции «Барбаросса» выдвижение с территории Северной Норвегии частей немецкого Горного армейского корпуса «Норвегия» и занятие ими финского региона Петсамо — с целью предотвращения его возможного превентивного захвата советскими войсками и удержания стратегически важных для немецкой промышленности никелевых рудников в данном регионе.
Операция являлась частью плана «Барбаросса», и началась 22 июня 1941 года. В течение первого дня операции передовые моторизованные части Горного армейского корпуса «Норвегия» выполнили поставленные им задачи: части его 2-й горнопехотной дивизии заняли район Лиинахамари, а части 3-й горнопехотной дивизии — район Луостари. В ходе операции был захвачен персонал консульства СССР в городе Петсамо. До 25 июня 1941 года немецкий Горный армейский корпус «Норвегия» был полностью переброшен в регион Петсамо.
Сосредоточение немецких войск в районах Лиинахамари и Луостари стало исходным рубежом для реализации следующего этапа операции «Зильберфукс» — операции «Платинфукс» (нем. Unternehmen Platinfuchs — операция «Платиновая лиса») — наступления Горного армейского корпуса «Норвегия» на мурманском направлении при поддержке авиации 5-го воздушного флота люфтваффе, базировавшейся на аэродромах Северной Норвегии и региона Петсамо (при этом финский аэродром «Луостари», нем. Petsamo, использовался немецкой разведывательной авиацией 5-го воздушного флота с июня 1941 года — ещё до начала операций «Барбаросса» и «Реннтир»).